# Калидзакис, Яннис
Яннис Калидзакиc (греч. Γιάννης Καλιτζάκης; род. 17 февраля 1966, Элефсис) — греческий футболист, игравший на позиции центрального защитника. Своё прозвище «Ниндзя» получил за свои сложные акробатические приемы и очень сильного защитного стиля. В настоящее время он является генеральным менеджером резервной команды «Панатинаикоса».

## Клубная карьера
Калидзакиc начал свою карьеру в «Панелефсиниакосе», где он отыграл три с половиной сезона, а после ещё половины сезона в «Диагорасе» подписал контракт с «Панатинаикосом». В составе «зелёных» он быстро зарекомендовал себя как ключевой и незаменимый игрок. За целое десятилетие сделал очень важную карьеру, будучи став капитаном команды, выиграв 4 чемпионата, 6 Кубка Греции и 3 Суперкубка, в том числе 3 парных. Он участвовал в очень важных для клуба европейских матчах, включая выход команды в полуфинал Лиги чемпионов в 1996 году.
Летом 1997 года он покинул «Панатинаикос», и представители столичного АЕК не упустили возможности подписать его. В течение трёх лет он довольно хорошо играл со многими разными партнерами, обычно не теряя при этом своего места в составе. Несмотря на это, он не достиг тех стандартов результативности, которых достигал ранее в «Панатинаикосе». Калидзакиc и АЕК выиграли 1 кубок в 2000 году. В том же году он покинул команду по решению тренера Янниса Патиакакиса. После АЕК он отыграл один сезон за «Этникос Астерас», где в 2001 году завершил карьеру.

## Карьера за сборную
Дебют за национальную сборную Греции состоялся 16 декабря 1987 года в проигрышном матче отборочный турнира на чемпионат Европы 1988 против сборной Нидерландов (0:3), в котором вышел в стартовом составе. Был включён в состав на чемпионат мира 1994 в США, где сыграл в 2 матчах групповой стадии. Всего Калидзакиc сыграл за сборную 71 матч.

## После футбола
После окончания карьеры футболиста он занимал пост главы академии «Панелефсиниакоса» и генерального капитана «Панилиакоса». В 2009 году он вернулся в «Панатинаикос» в качестве члена скаутского отдела и занимал эту должность в течение года. В 2022 году он стал генеральным менеджером «Панатинаикоса B».

## Достижения

### «Панатинаикос»
- Чемпион Греции: 1989/90, 1990/91, 1994/95, 1995/96
- Обладатель Кубка Греции: 1987/88, 1988/89, 1990/91, 1992/93, 1993/94, 1994/95
- Обладатель Суперкубка Греции: 1988, 1993, 1994

### АЕК
- Обладатель Кубка Греции: 1999/2000